# Аквапорин-7
AQP7 (англ. Aquaporin 7) – білок, який кодується однойменним геном, розташованим у людей на короткому плечі 9-ї хромосоми. Довжина поліпептидного ланцюга білка становить 342 амінокислот, а молекулярна маса — 37 232.
| 10         |  | 20         |  | 30         |  | 40         |  | 50         |
| ---------- |  | ---------- |  | ---------- |  | ---------- |  | ---------- |
| MVQASGHRRS |  | TRGSKMVSWS |  | VIAKIQEILQ |  | RKMVREFLAE |  | FMSTYVMMVF |
| GLGSVAHMVL |  | NKKYGSYLGV |  | NLGFGFGVTM |  | GVHVAGRISG |  | AHMNAAVTFA |
| NCALGRVPWR |  | KFPVYVLGQF |  | LGSFLAAATI |  | YSLFYTAILH |  | FSGGQLMVTG |
| PVATAGIFAT |  | YLPDHMTLWR |  | GFLNEAWLTG |  | MLQLCLFAIT |  | DQENNPALPG |
| TEALVIGILV |  | VIIGVSLGMN |  | TGYAINPSRD |  | LPPRIFTFIA |  | GWGKQVFSNG |
| ENWWWVPVVA |  | PLLGAYLGGI |  | IYLVFIGSTI |  | PREPLKLEDS |  | VAYEDHGITV |
| LPKMGSHEPT |  | ISPLTPVSVS |  | PANRSSVHPA |  | PPLHESMALE |  | HF         |

A: Аланін

C: Цистеїн

D: Аспарагінова кислота

E: Глутамінова кислота

F: Фенілаланін

G: Гліцин

H: Гістидин

I: Ізолейцин

K: Лізин

L: Лейцин

M: Метіонін

N: Аспарагін

P: Пролін

Q: Глутамін

R: Аргінін

S: Серин

T: Треонін

V: Валін

W: Триптофан

Кодований геном білок за функцією належить до фосфопротеїнів. 
Задіяний у таких біологічних процесах, як транспорт, альтернативний сплайсинг. 
Локалізований у мембрані.